# Interior Design
Interior Design是編輯總部位於美国紐約的一本室内设计杂志，該雜誌從1932年以來開始发行。

## 历史和简介
Interior Design由哈里·V·安德森（Harry V. Anderson）于1932年在紐約曼哈頓创办。哈里·V·安德森也是该杂志的出版人和编辑，该杂志在二战期间暂时停刊。战后哈里·V·安德森和惠特尼通訊公司（Whitney Communications Company）的约翰·海·惠特尼重新创办了该杂志。1959年，惠特尼通訊公司成为Interior Design的唯一持有人。哈里·V·安德森則担任雜誌编辑和出版人至1969年。
1984年，Cahners出版公司（RELX集團的前身）从惠特尼通訊公司手中收購该杂志。2010年3月，该杂志又被Sandow Media收購。